# Jane Foster
Jane Foster est un personnage de fiction évoluant dans l'univers Marvel de la maison d'édition Marvel Comics. Créé par les scénaristes Stan Lee et Larry Lieber ainsi que le dessinateur Jack Kirby, le personnage apparaît pour la première fois dans le comic book Journey into Mystery (vol. 1) #84 en septembre 1962.
Pendant de nombreuses années, Jane Foster a été une infirmière employée par le docteur Donald Blake, l'identité secrète du super-héros et dieu asgardien Thor. Le désir inassouvi du dieu Thor d'épouser cette mortelle fait partie des relations romantiques les plus compliquées de l'univers Marvel. Jane Foster-Kincaid possède une entrée dans l’Official Handbook of the Marvel Universe Update '89 #3.
Le personnage devient par la suite une incarnation féminine du dieu Thor, puis la nouvelle Valkyrie en remplacement de Brunehilde.
Dans l'univers cinématographique Marvel, où le personnage est représenté sous la forme d’une astrophysicienne, le personnage de Jane Foster est interprété par l'actrice Natalie Portman.

## Biographie du personnage

### Infirmière
Peu d'informations sont données sur le passé de Jane Foster en tant qu'infirmière avant sa rencontre avec Thor.
Lors de ses premières apparitions, Jane Foster est une infirmière du docteur Donald Blake (alias Thor). Elle développe des sentiments pour lui et son alter ego Thor, ne sachant pas que Blake et Thor sont une seule et même personne. Le triangle amoureux dure un certain temps jusqu'à ce que Thor lui révèle son identité secrète. Il l’emmène même à Asgard avec lui. Là, l'immortalité et la puissance des dieux lui sont accordées, jusqu'à ce qu'elle échoue aux épreuves de courage prévues par Odin. Après son échec, elle est dépouillée de ses nouveaux pouvoirs, et quitte Asgard pour retourner sur la Terre.
Jane Foster et Thor finissent par se séparer et, plus tard, celle-ci rencontre son mari, le docteur Keith Kincaid, avec qui elle a un fils. Pendant un temps, Odin efface les souvenirs que Jane avait de Thor, désormais loin d'elle, mais celle-ci les retrouve finalement. Par la suite, Jane aide parfois les membres de l'équipe des Vengeurs (dont Thor fait partie) lorsque le besoin s'en fait sentir.

### Médecin
Le personnage de Jane Foster recroise plus activement la route de Thor dans une série suivante.
Dans Thor (vol. 2) #5, elle est désormais médecin et est présentée dans une position d'autorité par rapport à plusieurs ambulanciers de New York, comprenant notamment Jake Olsen. Mais, à son insu, Jake Olsen et Thor ont fusionné, ce qui crée beaucoup de conflits : lors d'un cas d'urgence, Olsen ne tient pas compte des ordres médicaux et utilise les connaissances du docteur Donald Blake (l’ancienne incarnation mortelle de Thor) pour effectuer une procédure médicale compliquée sur un homme gravement malade. Plus tard, Foster devient impliquée dans une affaire policière contre Olsen, accusé d'avoir volé des médicaments.

### Civil War
Pendant le crossover Civil War, Jane Foster s'associe à Captain America contre le Registration Act, la loi sur l'enregistrement des super-héros, et rejoint son groupe de résistance. Elle opère à partir de la cache du SHIELD no 23.
Bien que très brièvement vue dans Civil War #2, l'éditeur en chef de Marvel Comics, Tom Brevoort, déclare dans une interview que c'était vraiment elle qui accueillit les Young Avengers dans leurs nouveaux quartiers. Elle apparaît également dans le numéro 4 de la série pour prodiguer des soins à Spider-Man.

### Le retour de Donald Blake
Après avoir entendu des rumeurs sur le retour du docteur Donald Blake et de Thor, Jane Foster divorce de son mari et perd la garde de leur enfant.
Blake lui rend visite à son travail dans un hôpital de New York, à la recherche de Sif dont Blake pensait à tort que son esprit était en Foster, leurs esprits ayant déjà fusionné par le passé. Ils sortent ensemble, après des retrouvailles tumultueuses,.
Le docteur Foster découvrit plus tard que l'esprit de Sif était prisonnier du corps mourant d'une patiente, une vieille dame atteinte d'un cancer. Elle alerta alors Blake. Thor se rendit aussitôt à New York et fut capable de restaurer Sif, juste avant le décès de la patiente,.

### La Valkyrie
Lors de l'évènement The War of the Realms (en), les troupes de Malekith envahissent la Terre. Brunehilde (la super-héroïne Valkyrie) et ses Valkyries périssent lors d'une bataille à New York.
Après la défaite finale du seigneur des Elfes Noirs, Jane Foster hérite de la charge des guerrières tombées au combat et devient la nouvelle Valkyrie.

## Pouvoirs et capacités

### Capacités
Jane Foster est une femme diplômée en médecine qui exerce dans un hôpital public de New York, entre autres au service des Urgences. Par ailleurs, elle combine un diplôme de médecin avec celui d’infirmière, ce qui lui permet d’associer ses capacités théoriques à certaines pratiques techniques du milieu de l’infirmerie.
En complément de ses pouvoirs, elle possède la force normale d’une femme de son âge et de sa constitution qui pratique un entraînement physique modéré.

### Pouvoirs en tant que Thor
En tant que Thor, Jane Foster dispose de tous les pouvoirs et capacités du dieu Thor Odinson, notamment ses caractéristiques physiques surhumaines (dont une force lui permettant de soulever plusieurs tonnes et une résistance surhumaine).
Comme Thor, elle est équipée de Mjolnir, le marteau enchanté forgé dans le métal mystique uru provenant de la dimension asgardienne. Dès qu'elle le projette, celui-ci regagne automatiquement sa main. Elle peut aussi l’employer pour repousser les projectiles (ou toute autre forme d’attaque) en faisant tournoyer très rapidement le marteau  devant elle.
Grâce à Mjolnir, elle peut contrôler le climat, absorber les énergies projetées contre elle, ouvrir des portails interdimensionnels et voler dans les airs à haute vitesse.
Dès qu’elle lâche Mjolnir pendant plus de 60 secondes, elle redevient Jane Foster.

## Versions alternatives

### What if
Dans la série alternative What If? #10 d'août 1978, intitulé « What If Jane Foster Had Found the Hammer of Thor » (« Et si Jane Foster avait trouvé le marteau de Thor »), Jane est brièvement transformée en une déesse et se fait appeler Thordis.
Elle utilise même ses pouvoirs pour sauver Donald Blake (l'alter-ego de Thor, privé de pouvoirs) du danger. Pour sauver Asgard du Ragnarök, Odin l'oblige à abandonner le marteau pour Donald Blake, qui se transforme en Thor. Cela se traduit pour Jane par la perte de ses pouvoirs, mais elle est autorisée à rester sur Asgard et conserve son statut de déesse. Plus tard, elle tombe amoureuse d'Odin et l'épouse.

### 1985
Dans le sixième et dernier numéro de la série 1985 (2008), Jane Foster est l'infirmière présente lorsque Jerry Goodman se réveille de son coma. Il lui propose de sortir ensemble, et elle-ci accepte. Jerry avait le béguin pour elle depuis qu'il avait lu les comics Thor, étant enfant.

### Ultimate
L'infirmière Jane Foster fait une brève apparition dans l'univers Ultimate Marvel, au cours de la première série Ultimates où elle est l'une des rares personnes qui est convaincue que Thor est vraiment le dieu du Tonnerre.

## Apparitions dans d'autres médias
Sauf indication contraire, les informations mentionnées dans cette section peuvent être confirmées par la base de données cinématographiques IMDb,  présente dans la section « Liens externes ».

### Univers cinématographique Marvel

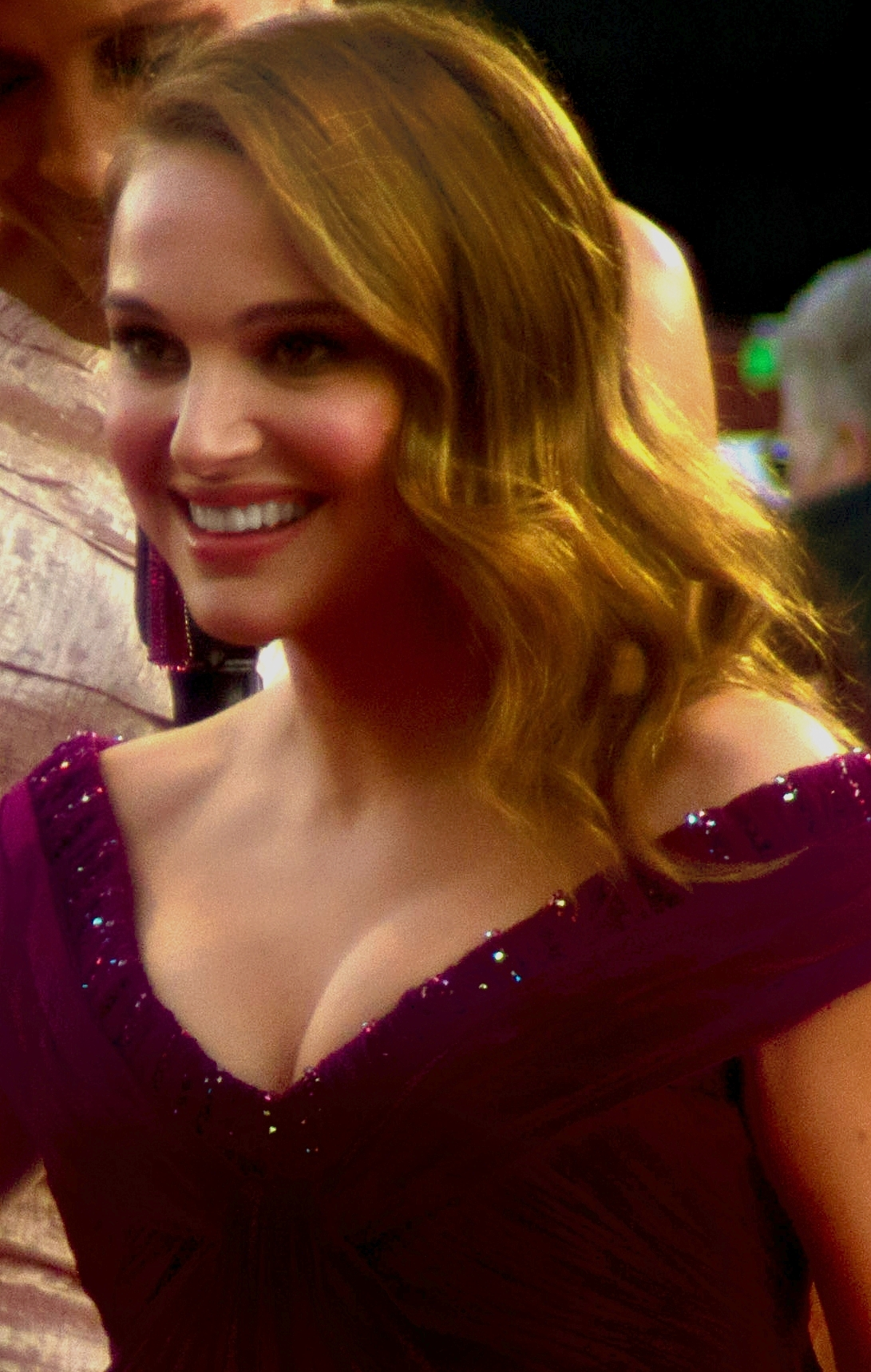
L'actrice Natalie Portman incarne Jane Foster dans les films Thor (2011) et Thor : Le Monde des ténèbres (2013).

Le personnage est interprété par Natalie Portman dans l'univers cinématographique Marvel :
- 2011 : Thor de Kenneth Branagh
- 2012 : Avengers de Joss Whedon (apparaît en photo quand Phil Coulson donne de ses nouvelles à Thor.)
- 2013 : Thor : Le Monde des ténèbres d'Alan Taylor
- 2019 : Avengers: Endgame d'Anthony et Joe Russo
- 2021 : What If...? (série télévisée d'animation)
- 2022 : Thor: Love and Thunder de Taika Waititi

La profession de Jane Foster est différente de celle de la version comics d'origine, puisque dans l'univers cinématographique Marvel elle est astrophysicienne.

### Télévision
- 1966 : The Marvel Super-Heroes (série d'animation) – doublée par Peg Dixon
- 2010-2011 : Avengers : L'Équipe des super-héros (série d'animation) – doublée par Kari Wahlgren. Dans la série, elle n'est plus une infirmière dans un hôpital, elle effectue des secours paramédicaux.